# دولف شایز
دولف شایز (انگلیسی: Dolph Schayes; ۱۹ مهٔ ۱۹۲۸ – ۱۰ دسامبر ۲۰۱۵) بازیکن بسکتبال اهل ایالات متحده آمریکا بود.
وی همچنین برندهٔ جوایزی همچون تیم آل-ان‌بی‌ای و جایزه مربی سال ان‌بی‌ای شده‌است.
از باشگاه‌هایی که در آن بازی کرده‌است می‌توان به فیلادلفیا سونتی‌سیکسرز اشاره کرد.